# ルイ・ラトゥーシュ
ルイ・ラトゥーシュ（Louis Latouche、1829年9月29日 - 1883年8月24日）はフランスの画家、画材商、画商である。多くの若い画家の友人であり、援助もした。第1回印象派展に出展したメンバーの一人である。

## 略歴
セーヌ＝エ＝マルヌ県のLa Ferté-sous-Jouarreで生まれた。1864年にはパリのピガール通りに額縁や画材の店を持ち、画商としても働いた。店は1865年にはサントーギュスタン通り、1868年からはラファイエット通りにあった。バルビゾン派の画家や印象派の画家の友人で、顧客にはアマチュア画家のポール・ガシェや画家、版画家のアマン・ゴーティエらがいて、彼らと北フランスのベルクを旅することもあった。カミーユ・ピサロやクロード・モネ、フレデリック・バジール、ピエール＝オーギュスト・ルノワール、アルフレッド・シスレーといった若い画家の作品を店に展示し、絵が売れるのを助けた。ラトゥーシュの店は夜には若い画家が集まる場所でもあった。マネの作品のいくつかは自ら購入した。1870年頃から画商のポール・デュラン＝リュエルが印象派の画家の作品を購入するようになった後は、作品の展示と販売は止めたが、若い画家の支援は続けた。
1866年からパリ近くの風景や海岸の風景を描いた作品をサロン・ド・パリに出展をはじめ、亡くなる1882年までほぼ毎年、サロンに応募した。1870年の展覧会のカタログにはジャン＝バティスト・カミーユ・コローの弟子であると記載された。1867年にラトゥーシュの作品はサロンで落選し、この時、シスレーらと落選展の開催を話し合ったが実現しなかった。1873年にもサロンに落選し、1874年から開かれるに再び開かれるようになった落選展に出展された。
ラトゥーシュは1874年に第一回印象派展を開催した"La Société Coopérative des peintres"（画家協同組合）のメンバーになり、第一回印象派展には4点の作品を出展した。イタリアの美術史家、リオネロ・ヴェントゥーリ( Lionello Venturi)によれば、絵画のスタイルはシスレーやモネ、ピサロに学んだものだったとされる。